# UFC 210
UFC 210: Cormier vs. Johnson 2  foi um evento de artes marciais mistas (MMA) produzido pelo Ultimate Fighting Championship, realizado no dia 8 de abril de 2017, no KeyBank Center, em Buffalo, Nova Iorque.

## Background

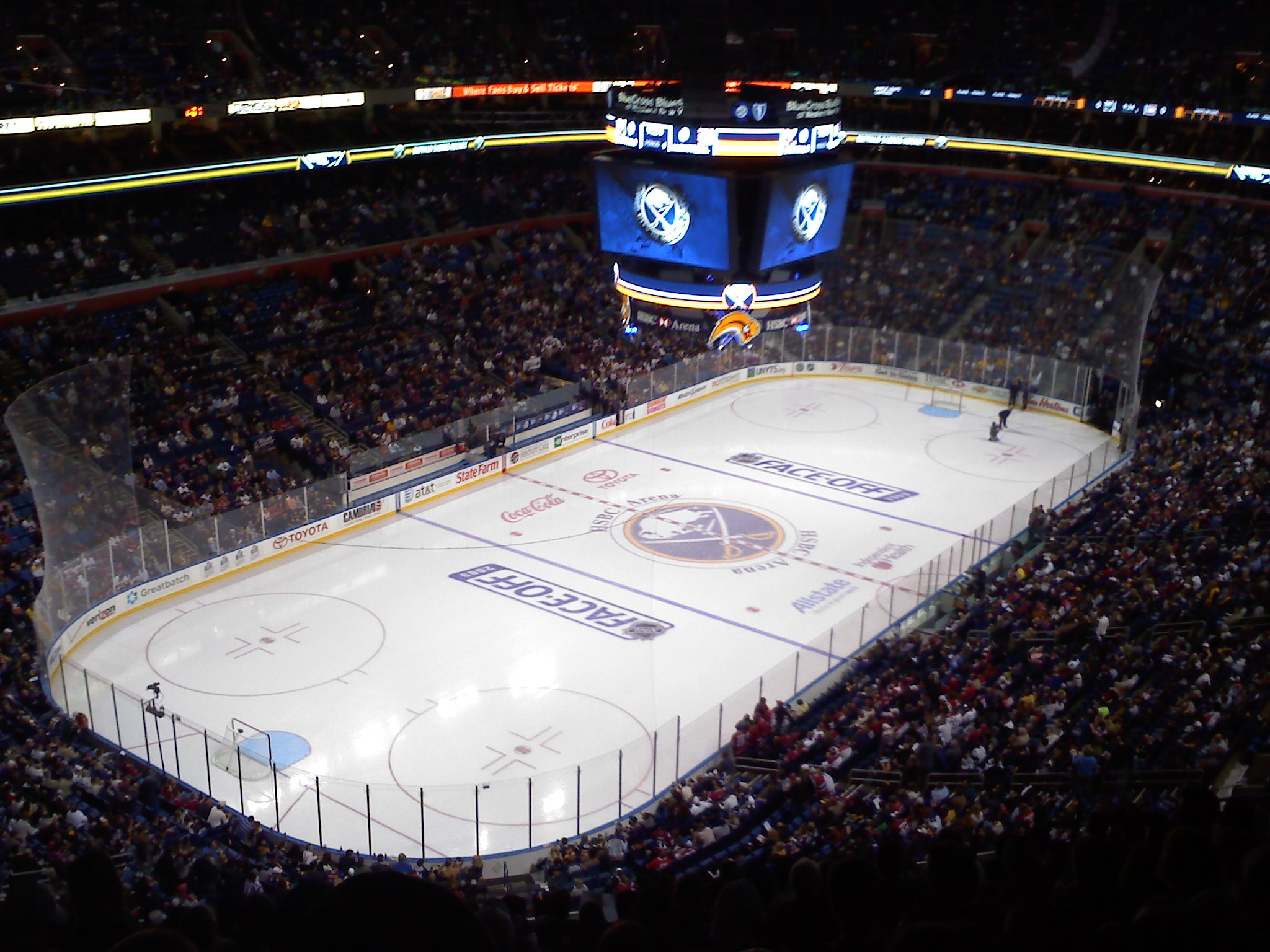
KeyBank Center marcou o primeiro retorno do UFC para Buffalo em quase 22 anos.

O evento foi o segundo que o UFC recebe em Buffalo, com o primeiro sendo o UFC 7, em 1995. O evento foi o primeiro a ser realizado em Buffalo desde o fim da proibição da realização de eventos de MMA no estado de Nova Iorque, no início de 2016.
Uma revanche pelo Cinturão Meio Pesado do UFC entre o atual campeão, Daniel Cormier, e Anthony Johnson, foi a luta principal do evento. A luta aconteceu anteriormente em maio de 2015, no UFC 187, com Cormier vencendo a luta (e ganhando o cinturão vago) por finalização no terceiro round. Esta revanche estava originalmente programada para acontecer no UFC 206, mas Cormier retirou-se devido a uma lesão na virilha, e a luta foi adiada.
Uma controvérsia surgiu na pesagem, quando Cormier, que tinha inicialmente pesado 1,2 libras (0,5 kg) acima do limite de 205 libras (93 kg), minutos depois, pesou exatamente 205 libras. Um vídeo foi gravado mostrando Cormier apoiando-se em uma toalha mantida por um colega de equipe, mas os oficiais da Comissão Atlética do Estado de Nova Iorque (NYSAC) negaram tais alegações.
A estreante na organização, Pearl Gonzalez, enfrentaria Cynthia Calvillo no evento. Ela foi removida da luta depois que autoridades da NYSAC confirmaram que ela não poderia lutar no estado por causa de seus implantes nos seios, que são proibidos entre os competidores de esportes de combate. Mais tarde, a decisão foi revertida, e a luta foi autorizada para ocorrer como programada.

## Resultados
Nota 1 Pelo Cinturão Meio Pesado do UFC.

Nota 2 Bibulatov teve um ponto descontado no segundo round devido a golpes baixos.

## Bônus da Noite
Os lutadores receberam $50.000 de bônus
- Luta da Noite:  Shane Burgos vs.  Charles Rosa
- Performance da Noite:  Gregor Gillespie e  Charles Oliveira